# The Irish News
The Irish News è un quotidiano britannico fondato a Belfast nel 1891. È il quotidiano mattutino più venduto dell'Irlanda del Nord ed è distribuito anche nella Repubblica d'Irlanda. Il suo orientamento politico è apertamente nazionalista irlandese, anche se ospita anche editorialisti unionisti.

## Storia
Fu fondato il 15 agosto 1891 come giornale anti-Parnell dai Patrick MacAlister. Nell'agosto 1892 si è fuso con il Belfast Morning News e da allora il titolo completo del giornale è The Irish News and Belfast Morning News. T.P. Campbell fu direttore dal 1895 al 1906, quando gli successe Tim McCarthy, che rimase in carica fino al 1928. Nominato nel 1999, Noel Doran è stato direttore fino al 2024, quando gli è succeduto Chris Sherrard.
L'Irish News ha registrato un aumento vertiginoso della sua tiratura con lo scoppio dei Troubles nel 1969.
Nel giugno 1982 il giornale è passato sotto il controllo degli attuali proprietari, con Martin O'Brien come editore.